# Homero Francesch

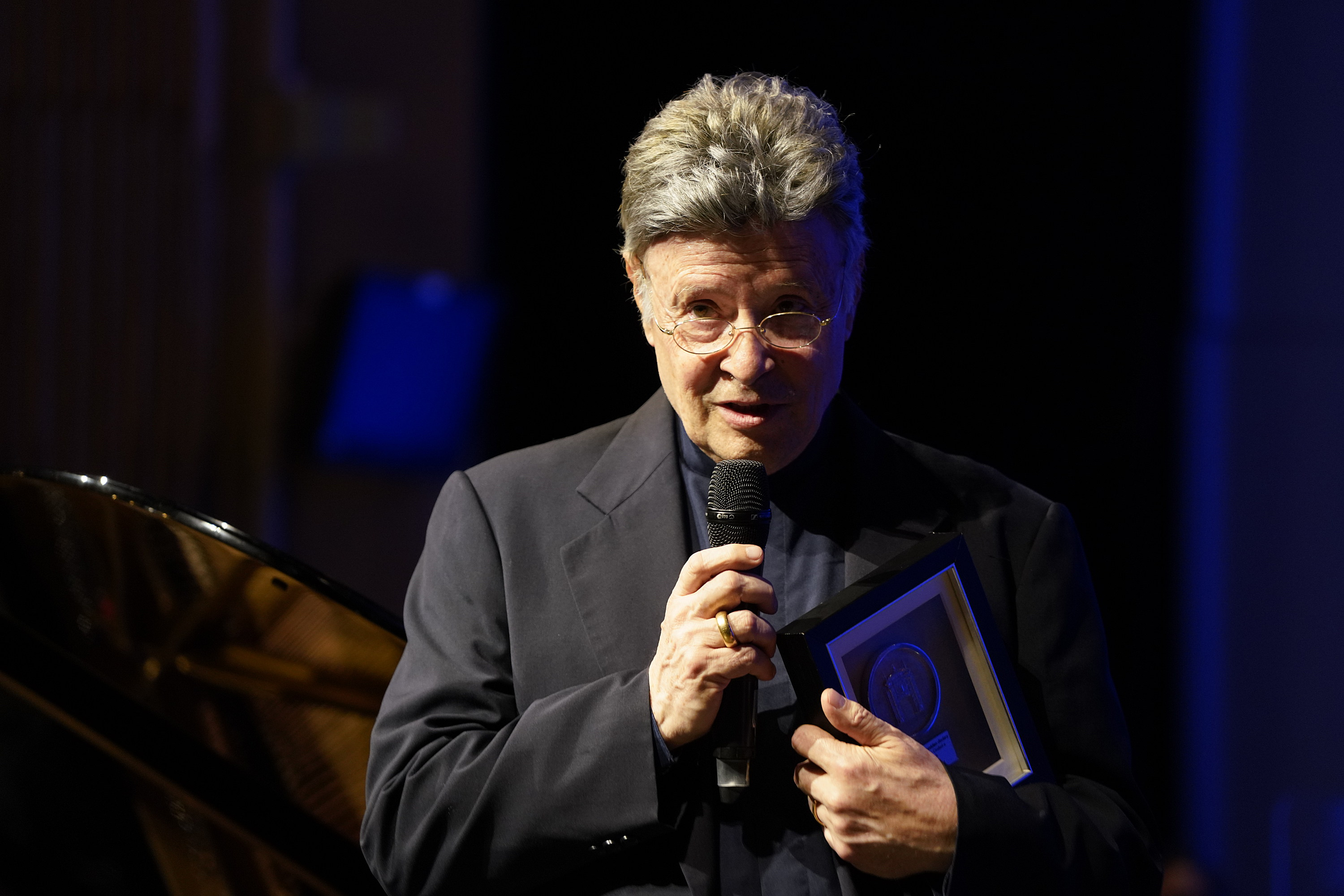
Homero Francesch, 2021

Homero Francesch (* 6. Dezember 1947 in Montevideo) ist ein uruguayisch-schweizerischer Pianist.

## Leben
Homero Francesch studierte bei Santiago Baranda Reyes in Uruguay. 1967 erhielt er ein Stipendiat des Deutschen Akademischen Austauschdienstes und studierte in München bei Hugo Steurer und Ludwig Hoffmann.
Er gab Konzerte in ganz Europa sowie in Kanada, Japan, Australien, in den USA und in Lateinamerika.
Francesch wurde von den renommiertesten Orchestern der Welt als Solist verpflichtet, wie von den Berliner Philharmonikern, den Münchner Philharmonikern, den Wiener Philharmonikern, dem Concertgebouw-Orchester, dem London Symphony Orchestra, der Sächsischen Staatskapelle Dresden, den New Yorker Philharmonikern, dem Orchestre National de France, dem Cleveland Orchestra und dem Tonhalle-Orchester Zürich. Er spielte unter den Dirigenten Leonard Bernstein, Kurt Masur, Colin Davis, Riccardo Chailly, Eliahu Inbal, Neville Marriner und vielen anderen. Zahlreiche Festivals haben ihn eingeladen, unter anderen die Berliner Festwochen, das Schleswig-Holstein Musik Festival, die Wiener Festwochen, der Prager Frühling, die Salzburger Festspiele, das Festival d’Aix-en-Provence, das George Enescu Festival in Bukarest, das Cervantino Festival in Guanajuato/Mexiko und das Chopin Festival in Duszniki-Zdrój/Polen.
Homero Francesch hielt eine Professur an der Zürcher Hochschule der Künste und unterrichtete dort 33 Jahre eine Solistenklasse. Zu seinen Schülern gehörten die Schweizer Pianisten Adrian Oetiker, Oliver Schnyder, Maki Wiederkehr, Benjamin Engeli, Christian Chamorel wie auch die Pianisten See Siang Wong, Arta Arnicane, Dmitri Demiashkin, Daniel Vaiman, Tomasz Herbut, Filippo Gamba, Simone Gragnani und viele andere. 2004 bis 2011 war Francesch als künstlerischer Leiter der Sommer-Akademie Lenk in der Schweiz tätig. Er ist Jurymitglied bei zahlreichen internationalen Klavierwettbewerben. Er ist künstlerischer Leiter des seit 2006 jährlich stattfindenden Viersener Musiksommers.

## Interpret
Homero Francesch nahm für die Deutsche Grammophon Werke von Johann Sebastian Bach, Bartók, Henze, Mendelssohn, Mozart, Ravel, Schumann, Strawinski und Tschaikowski auf, für Tudor Werke von Scarlatti, Ravel, Chopin, Mozart, Reinecke und für Kontrapunkt alle Sonaten und sämtliche Klavierkonzerte von Mozart.
Er spielte zahlreiche Werke beim Fernsehen, unter anderem das G-Dur-Klavierkonzert von Ravel, 1973 ausgezeichnet mit dem Prix Italia, sowie die Chor-Fantasie von Beethoven unter Leonard Bernstein mit den Wiener Philharmonikern, Hans Werner Henzes «Tristan» unter der Leitung des Komponisten mit dem WDR Rundfunkorchester Köln, Haydns D-Dur-Konzert und Mendelssohns d-Moll-Konzert mit The Academy of St. Martin in the Fields unter Neville Marriner. Dazu kommen Soloprogramme mit Werken von Mozart, Ravel, Rachmaninow, Isaac Albéniz, de Falla, Villa-Lobos und Alberto Ginastera.

## Preise und Auszeichnungen
- Homero Francesch wurde 1978 mit dem Deutschen Schallplattenpreis ausgezeichnet.[1]
- Später erhielt er die Goldene Medaille im Duzniker Festival und die Goldene Note in Zürich.

## Aufnahmen (Auswahl)
- Robert Schumann: Fantasiestücke op. 12, Kinderszenen op. 15, Arabeske op. 18
- Igor Strawinsky: Les Noces
- Béla Bartók: Mikrokosmos
- Domenico Scarlatti: Klaviersonaten L 281, 203, 333, 413, 122, 187, 465, 5, 422, 118, 164, 391
- Carl Reinecke: Trio für Klarinette, Viola & Klavier A-Dur, op. 264; Sonate für Flöte & Klavier e-Moll, op. 167
- Wolfgang Amadeus Mozart: Trio für Klarinette, Viola & Klavier Es-Dur, KV 498; sämtliche Klaviersonaten und Klavierkonzerte
- Maurice Ravel: L'Œuvre pour Piano I + II; Le Tombeau de Couperin; Menuet sur le nom d’Haydn; Sérénade grotesque; Gaspard de la nuit; Pavane pour une infante défunte etc.
- Frédéric Chopin: Polonaisen